# Вакарелска планина
Вакарелска планина (среща се като Вакарелски дял, Вакарелски рид или Вакарелски възвишения) e планински рид в Ихтиманска Средна гора.
Вакарелска планина е разположена в северозападната част на Ихтиманска Средна гора, като на северозапад и югоизток склоновете ѝ постепенно затъват в Софийската и Ихтиманската котловина. На изток и юг чрез ниски седловини се свързва с останалите части на Ихтиманска Средна гора – ридовете Белица и Септемврийски, на запад долината на река Габра (ляв приток на Лесновска река, от басейна на Искър) я отделя от Лозенска планина, а на югозапад язовир „Искър“ я отделя от планината Плана. Дължината ѝ от север на юг е 22 км, а ширината ѝ достига до 15 км. Най-високата ѝ точка е връх Острец (1088,3 м), разположен на рида Сиври баир, или Сиврия, от северното подножие на който води началото си Баба река - един от основните потоци на река Мътивир (десен приток на Тополница). По билото на планината преминава част от главния вододел на България между Егейския и Черноморския басейн.
Планината е изградена предимно от гнайси, глинести лиски, пясъчници и варовици. Има меки заоблени и заравнени форми. Климатът е умерено-континентален. отводнява се от левите притоци на Лесновска река (десен приток на Искър) и река Мътивир (десен приток на Тополница), от басейна на Марица. Почвите са излужени и оподзолени канелени горски и кафяви горски. Покрита е с дъбови и букови гори, а големи части са заети от пасища, върху които се развива пасищно животновъдство.
В планината са разположи 19 села: Бальовци, Банчовци, Богданлия, Богдановци, Борика, Бузяковци, Вакарел, Венковец, Габра, Караполци, Костадинкино, Крушовица, Мечковци, Огняново, Пановци, Пауново, Поповци, Ръжана и Селянин.
На около 2 km южно от село Вакарел се намира Вакарелският манастир.
От северозапад на югоизток през планината, от долината на река Габра до село Веринско, на протежение от 18 км преминава участ от автомагистрала „Тракия“.
Успоредно на нея, между същите пунктове, на протежение от 15,7 км – участък от първокласен път № 8 от Държавната пътна мрежа ГКПП „Калотина“ – София – Пловдив – ГКПП „Капитан Андреево“.
Между селата Вакарел и Бузяковци, на протежение от 8,4 км, преминава участък от третокласен път № 801 Вакарел – Панагюрище – Стрелча.
От северозапад на югоизток, успоредно на първокласен път № 8 преминава и част от трасето на жп линията София – Пловдив, а от гара Вакарел до гара Чукурово, част от трасето на закритата жп линия Вакарел мина „Чукурово“.

## Топографска карта
- Лист от карта K-34-60. Мащаб: 1 : 100 000.